# Anna Senkoro
Anna Claudia Senkoro (1962 - 4 de janeiro de 2017) foi uma política tanzaniana e membro do Partido Progressista da Tanzânia-Maendeleo (PPT-Maendeleo).
Candidata presidencial do PPT-Maendeleo nas eleições de 14 de dezembro de 2005, Senkoro ficou em oitavo lugar entre dez candidatos, recebendo 0,17% dos votos (18741 votos). Ela foi a única mulher a concorrer nas eleições, e a primeira mulher na história da Tanzânia a concorrer à presidência.

## Morte
Senkoro morreu em 4 de janeiro de 2017, com 54 anos.